# Baraguás
Baraguás es una localidad española perteneciente al municipio de Jaca, en la Jacetania, provincia de Huesca, Aragón. 

## Geografía
Baraguás está ubicado a siete kilómetros al este de Jaca, a 950 metros de altitud, al pie de la sierra de Baraguás o de la Contienda cuyo pico más alto es el Albarún (1.551 m).

### La Val Ancha

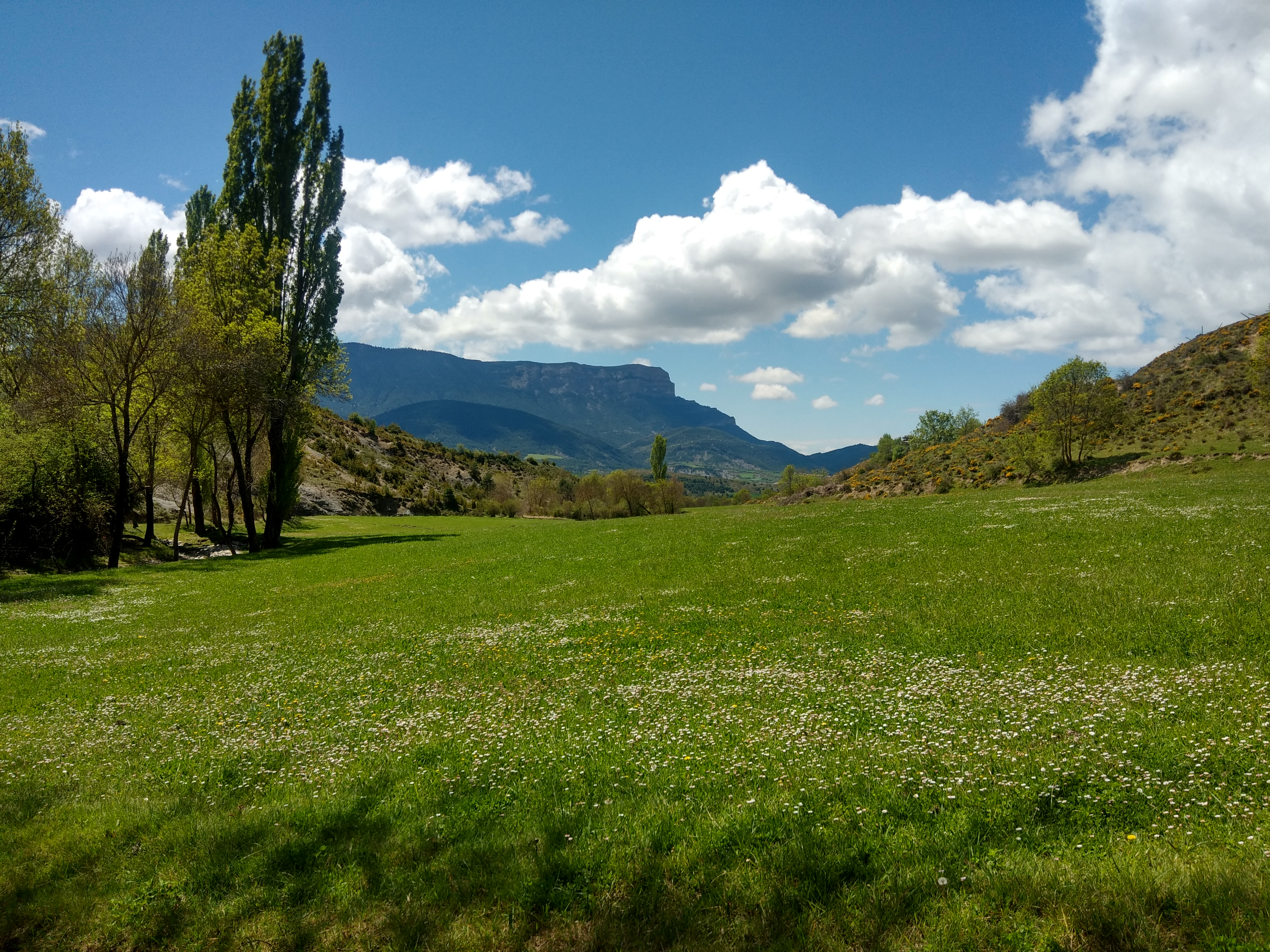
Campos con la Peña Oroel al fondo

Pertenece a la comarca llamada la Val Ancha, que al mismo tiempo es una de las seis unidades administrativas que conforman el municipio de Jaca. Forman parte de ella, además de Baraguás, Badaguás, Barós, Lerés, Ulle, Navasa, Navasilla, Orante, Martillué, Jarlata, Guasa,  Ipas, Gracionépel y Espuéndolas.
La Val Ancha es la primera zona abierta al sur de los Pirineos adecuada para la agricultura y ganadería. Constituye una depresión que va desde Jaca hasta Sabiñánigo, cuyo límite septentrional está definido por la sierra de Baraguás mientras que la Peña Oroel marca el meridional. Aquí, en  un territorio relativamente pequeño, se encuentra un elevado número de pueblos dispersos, de reducida población, dedicados tradicionalmente a la agricultura de secano y a la ganadería lanar.

### Cárcavas
En su término municipal se puede contemplar el fenómeno de cárcavas, frecuente en la Val Ancha. Se define por la erosión que el agua produce en las laderas de suelos solubles como son las margas y calcitas. Forma profundas estrías, paralelas entre sí, que descienden de los collados y dejan el suelo sin vegetación. Es característico el color azulado de los suelos.

## Administración municipal
Hasta 1943 fue municipio juntamente con Badaguás, Lerés y la venta llamada "Notefíes", situada junto a la carretera. Después se incorporó al de Guasa y desde 1966 pertenece al de Jaca, cuyo término municipal integra a la ciudad y 33 localidades más.

## Geografía humana

### Demografía
| Gráfica de evolución demográfica de Baraguás entre 1842 y 1940 |
| |
| Población de derecho según los censos de población del INE Población de hecho según los censos de población del INEEn este censo se denominaba Baraguás y Mesón de Notelles: 1842 Entre el censo de 1857 y el anterior, crece el término del municipio porque incorpora a 225033 (Badaguás) y 225153 (Leres) Entre el censo de 1950 y el anterior, este municipio desaparece porque se integra en el municipio 22575 (Guasa) |

El "fogaje" (censo) ordenado por Fernando el Católico en 1495 otorgaba a Baraguás 10 fuegos (50 habitantes aproximadamente); similar población debió de tener en 1646. En 1857 superaba los 200 habitantes, en 1950 tenía 102 y 27 en 2012.
El Diccionario de Pascual Madoz, a mediados del siglo XIX, informa sobre su clima:

Bátenla los vientos del norte y oeste y su clima, aunque bastante frío en invierno, es templado en las demás estaciones y muy saludable, pues solo se padecen alguna vez fiebres estacionales.

En cuanto a su población informa:

Tiene 30 casas y la [casa] municipal, que se halla bastante deteriorada, y sirve de cárcel y de escuela de primeras letras, a la cual concurren 18 alumnos; y el maestro está dotado con 800 reales, reuniendo a este cargo el desempeño de la secretaría del ayuntamiento. Hay iglesia parroquial bajo la advocación de san Andrés [...] Cerca de esta se encuentra también una fuente de buenas aguas, que sirve para el surtido de los vecinos, y una ermita derruida que estuvo dedicada a la Virgen del Rosario [...] Caminos: los que conducen a los pueblos limítrofes se hallan en mal estado, más uno que hay entre Guara e Ipas, que coduce a Jaca, es bueno.

Concluye con referencias a la agricultura y otros oficios:

Produce trigo, cebada, avena, judías, patatas, poca hortaliza, uvas y cerezas con abundancia, algún lino y cáñamo, pero su mayor cosecha es la de trigo. Cría ganado lanar y poco vacuno, siendo preferido el primero. Y caza liebres, perdices y alguna codorniz. Además del molino harinero [...], hay dos vecinos que se dedican a tejer lienzos y paños del país, un cardador de lana, un sastre y un herrero.

## Historia

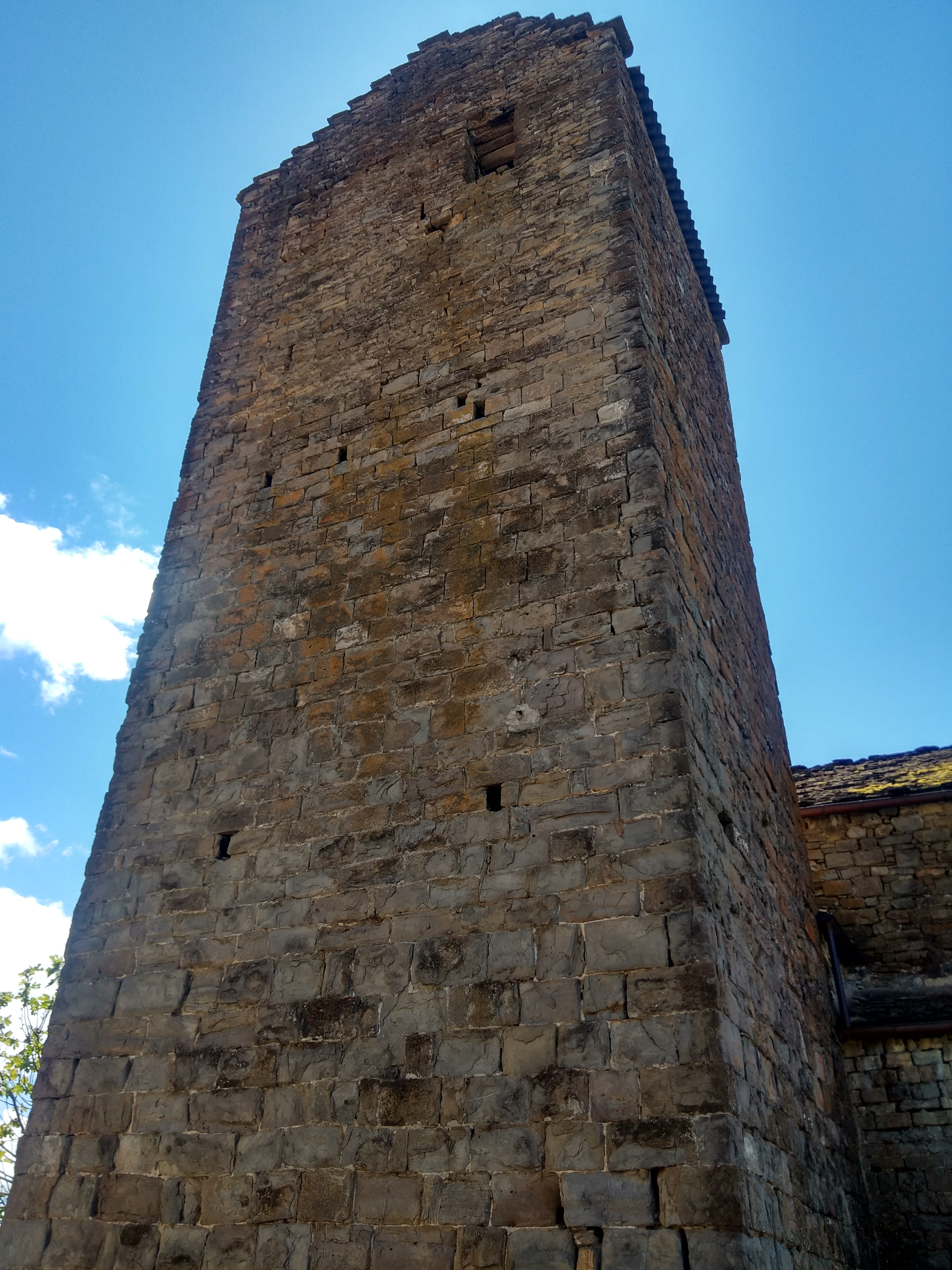
Torre del convertida en campanario en el XVI

El primer dato documentado se remonta a 1041 cuando el sacerdote Jimeno donó sus propiedades en Baraguás al monasterio de San Juan de la Peña y bajo esta autoridad eclesiástica permaneció durante ocho siglos, hasta la desamortización de los bienes de la iglesia de 1836 emprendida por Mendizábal. Hasta hace pocos años en Casa el Herrero figuraba en la fachada un relieve con el emblema del monasterio, el "Agnus Dei", que daba fe de que el propietario era el mencionado monasterio. Relieves semejantes se encuentran todavía en numerosas localidades de la comarca, por ejemplo en la fachada de la iglesia de pueblo vecino de Badaguás.

## Patrimonio arquitectónico

### Parroquia deSan Andrés

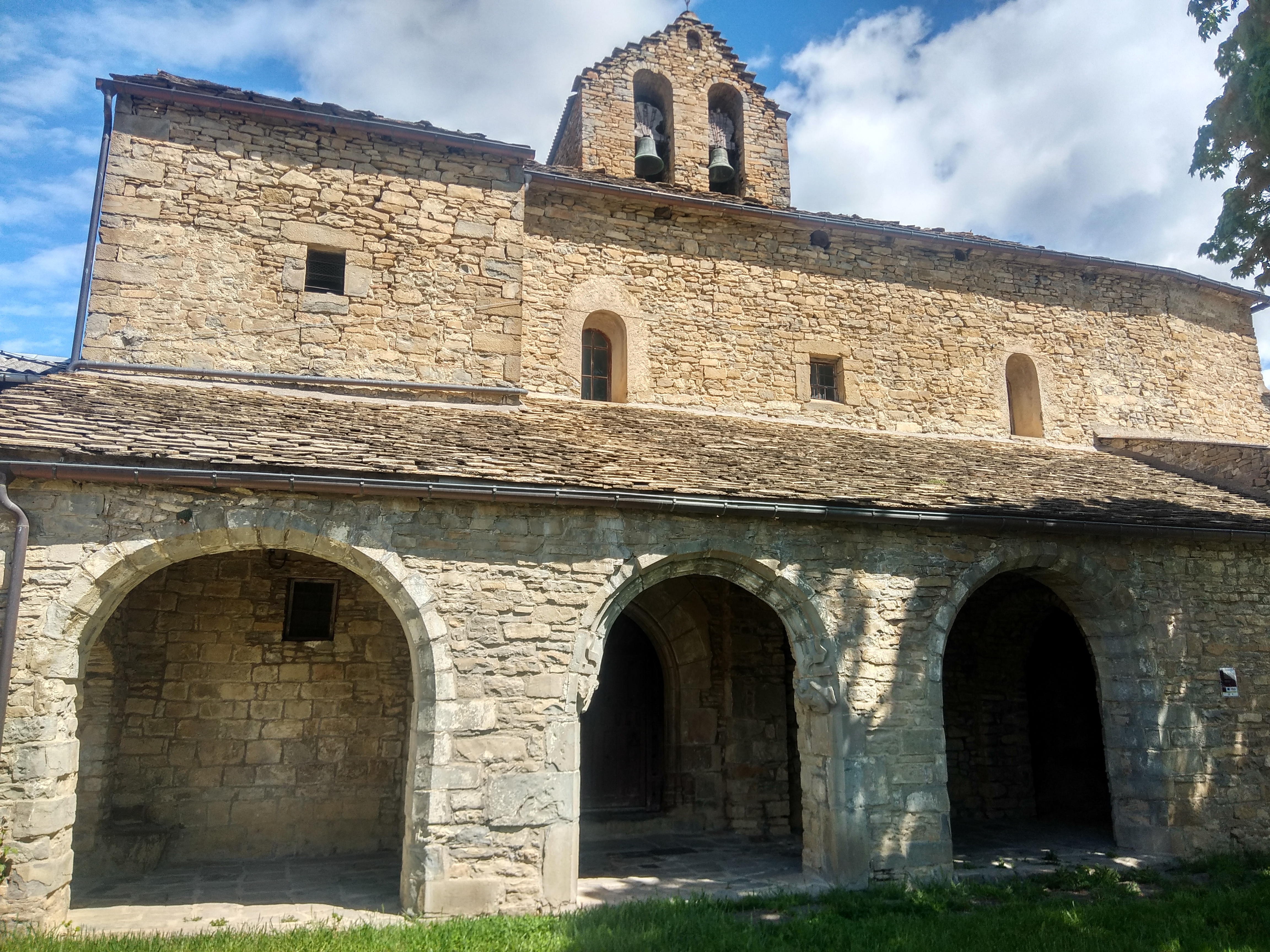
Parroquia de San Andrés

Inicialmente Baraguás tuvo una iglesia románica, al igual que buena parte de los pueblos de la comarca. De esta época se conservan el crismón situado sobre la portada y el que se ha utilizado como pie del altar principal, del que se ha perdido la parte inferior. Los dos se realizaron con una técnica rudimentaria, el primero con incisiones y el segundo con buril.
La primitiva torre medieval se construyó en el siglo XI y fue modificada posteriormente. Fue recrecida con sillarejo en el siglo XVI y convertida en campanario. De su primitiva función defensiva dan fe los sillares empleados en la base, de gran tamaño y bien labrados, y las rudimentarias saeteras de los muros. Es similar a la de Ipas. 

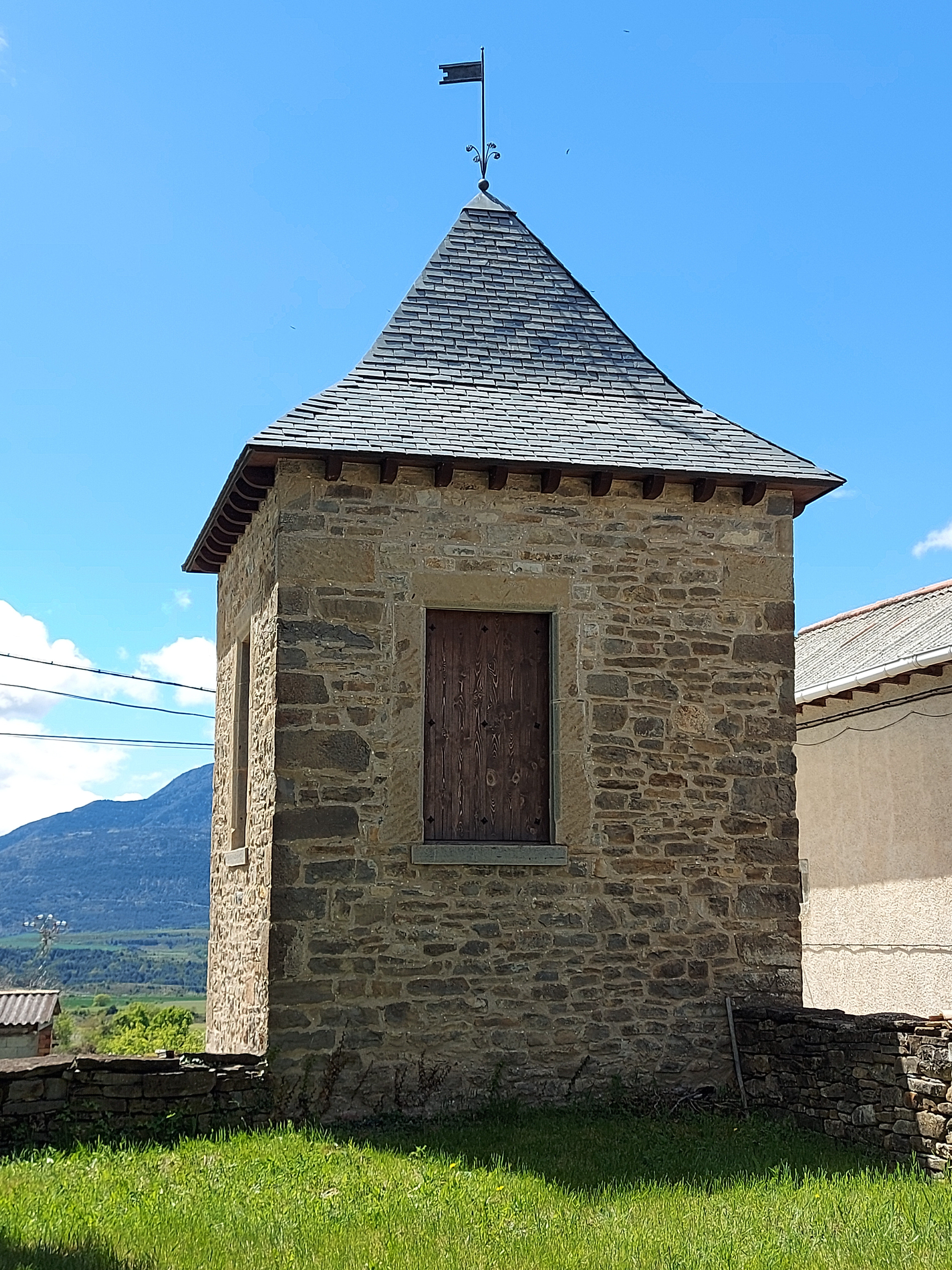
"Esconjuradero " desde el lado norte

En el siglo XVI se derribó el edificio románico para construir el actual. Tiene una nave con capillas en los contrafuertes y acaba en un ábside recto al exterior y poligonal en el interior.
La nave se cubre con bóveda de lunetos y sus tramos están separados por arcos fajones que descansan sobre ménsulas. 
La pila bautismal es octogonal, posiblemente del siglo XVI.
El pórtico en el muro sur es obra posiblemente del siglo XVIII. Tiene tres arcos de medio punto y protege la portada. En los pilares del central se contemplan los relieves de dos ángeles con filacterias, emplazados a manera de ménsulas. Posiblemente fueron reaprovechados y pertenecerían a finales del gótico y principios del renacimiento.
El altar principal es barroco, del siglo XVIII, de madera policromada. Tiene tres calles separadas por columnas salomónicas; en la principal se encuentra la escultura de san Andrés, el titular del templo.

### "Esconjuradero"
En esta comarca se conservan "esconjuraderos"; desde ellos el sacerdote acompañado por los feligreses conjuraba las tormentas y plagas que amenazaban los campos y ganados. Su construcción se llevó a cabo entre los siglos XVI y XVIII. El de San Vicente de Labuerda puede ser un prototipo constructivo.
El de Baraguás se encuentra al sur de la iglesia, junto al antiguo cementerio, y está orientado hacia los campos. Es de planta cuadrada, tiene dos pisos, y el superior, situado al mismo nivel que el cementerio, está abierto a los cuatro puntos cardinales para  hacer llegar el conjuro a todos los lugares del término municipal. Lo remata un chapitel. Ha sido restaurado con acierto.

## Personaje célebre
Martín Sessé y Lacasta (1751-1808). Fue director del Jardín Botánico de México.

## Fiestas
- San Andrés (30 de noviembre). Fiestas patronales en honor del titular de la parroquia
- San Lorenzo (10 de agosto). Se encienden hogueras
- Santa Águeda (5 de febrero). Se encienden hogueras

## Galería de imágenes

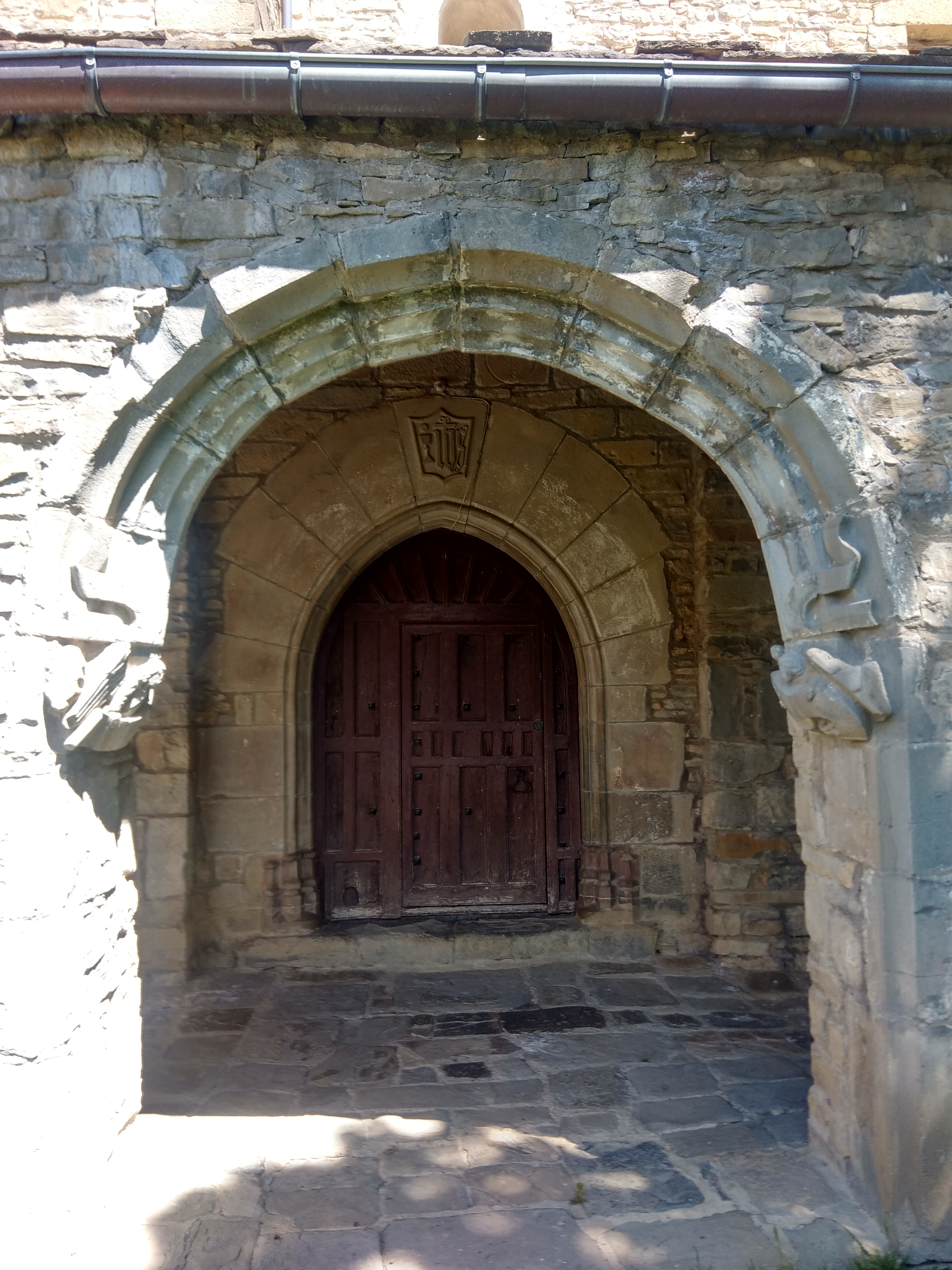
Portada de la iglesia
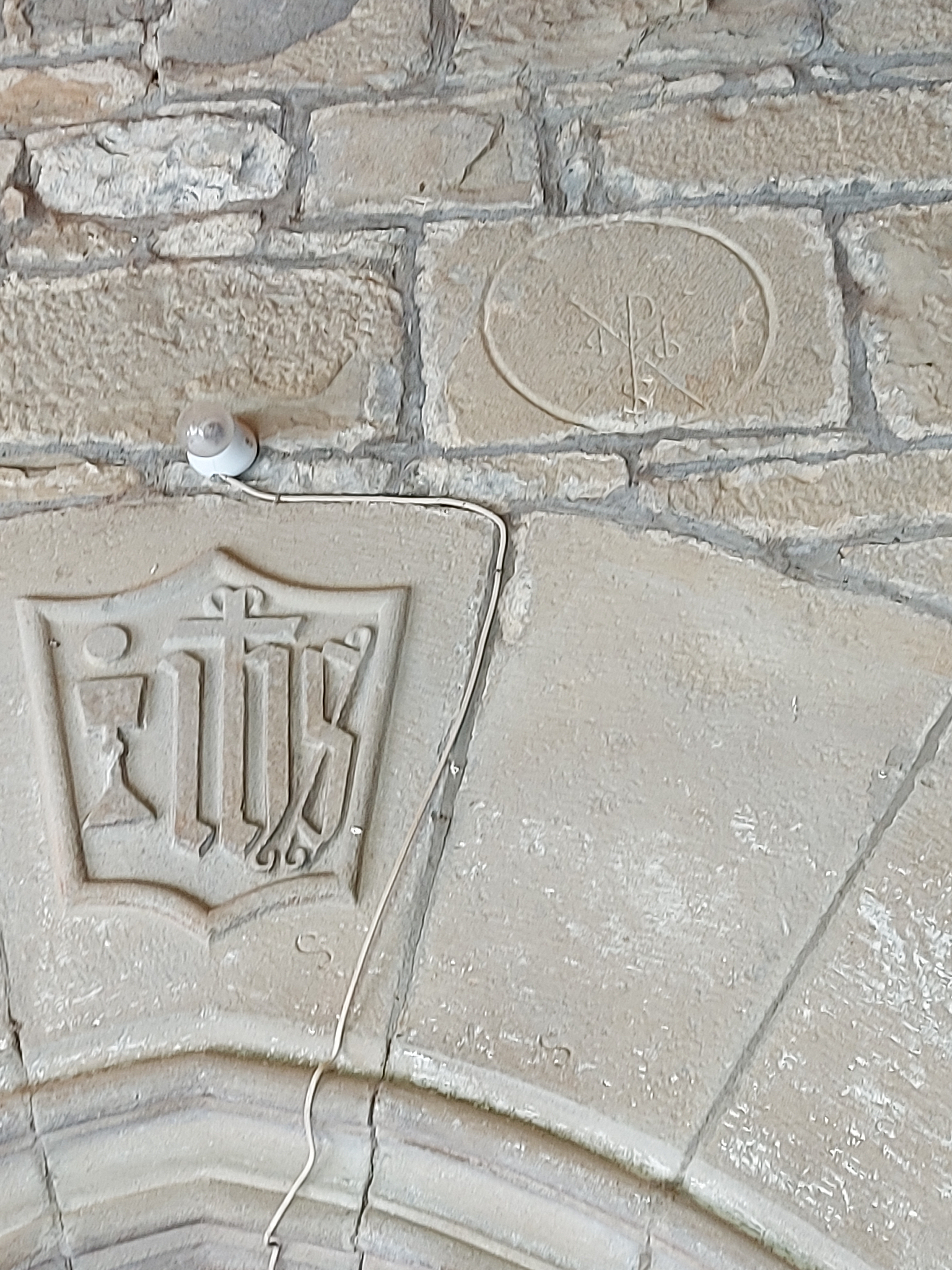
Portada:clave y crismón románico
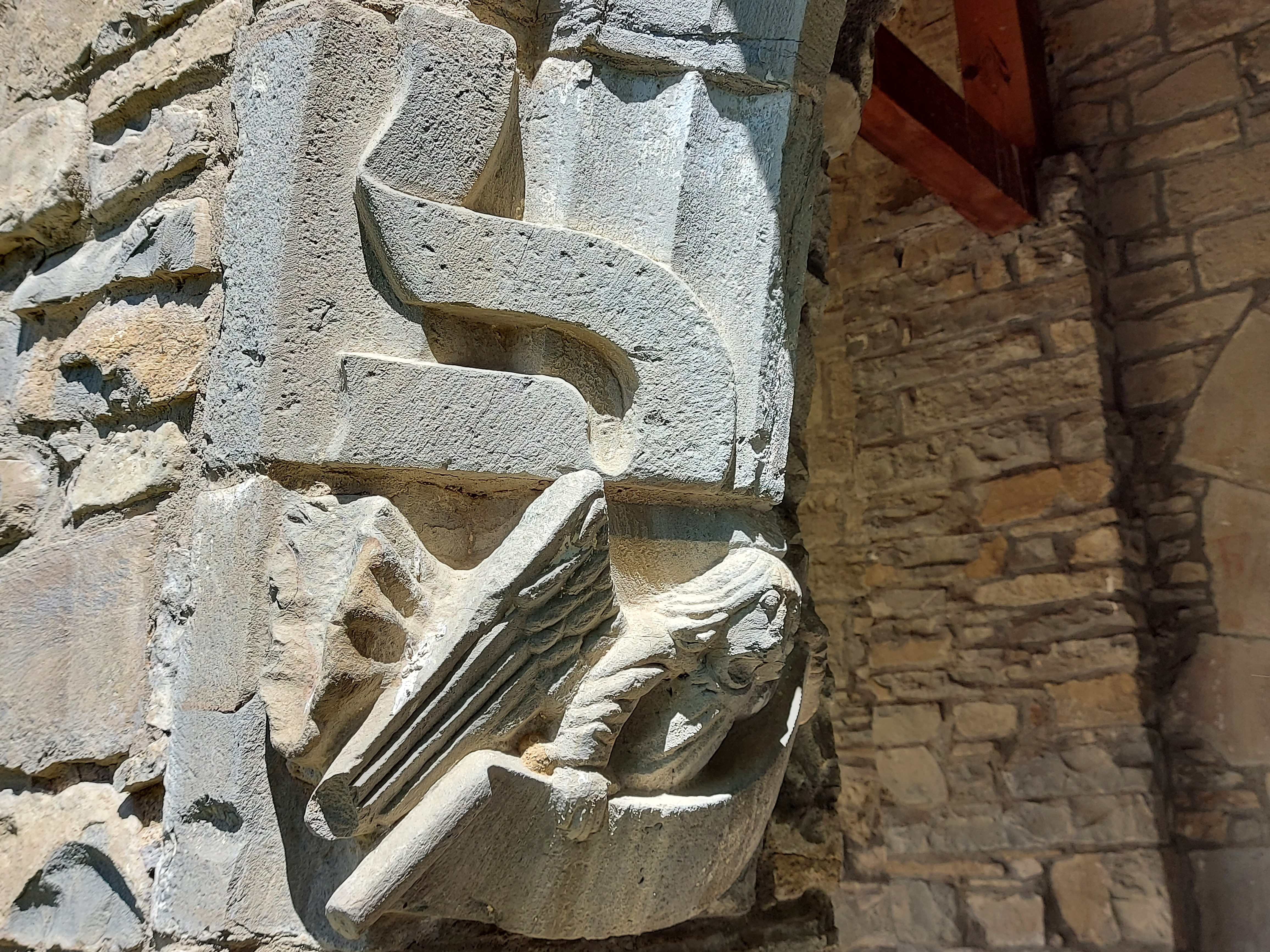
Pórtico, ángel del lado izquierdo
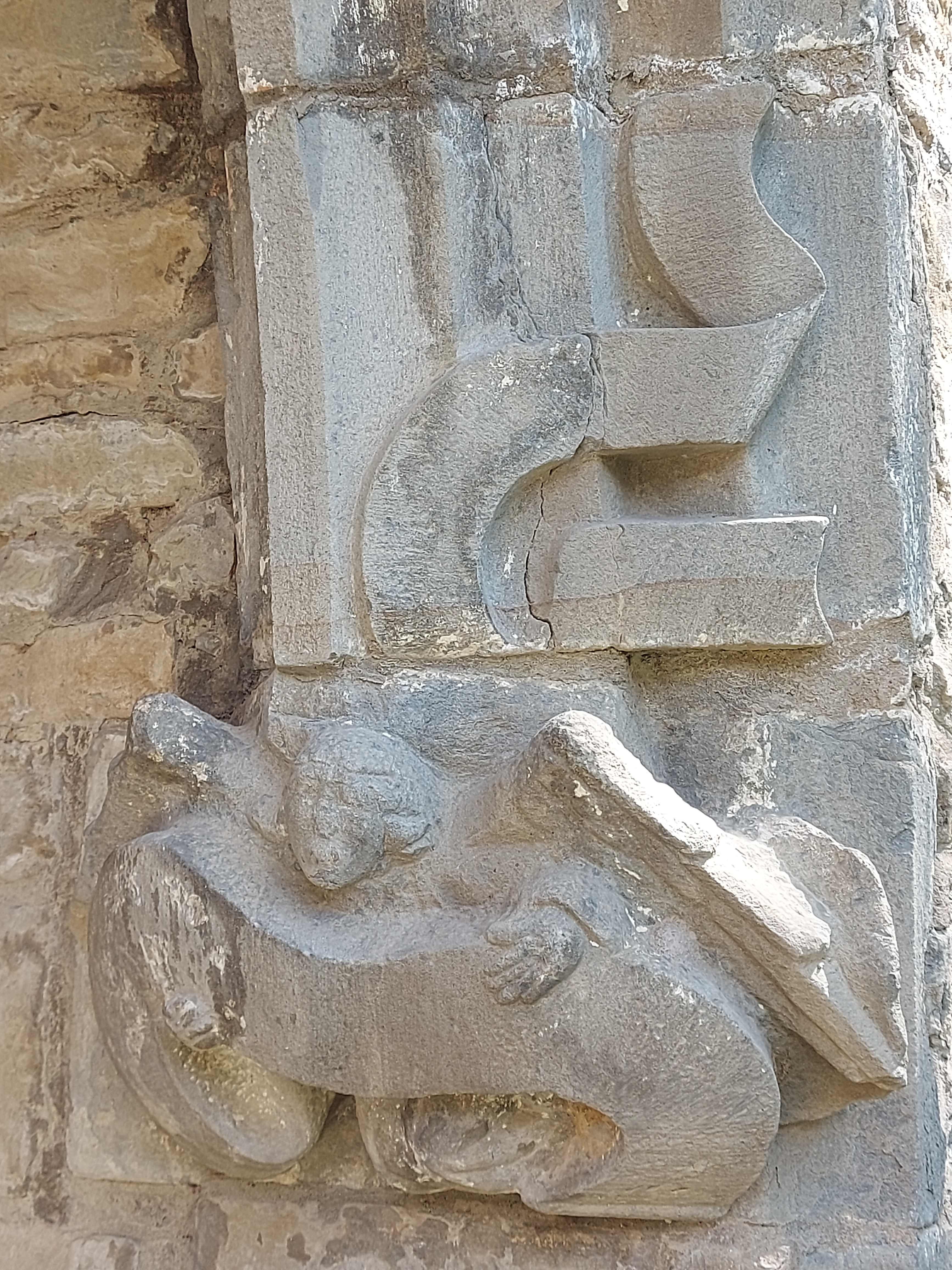
Pórtico: ángel del lado derecho
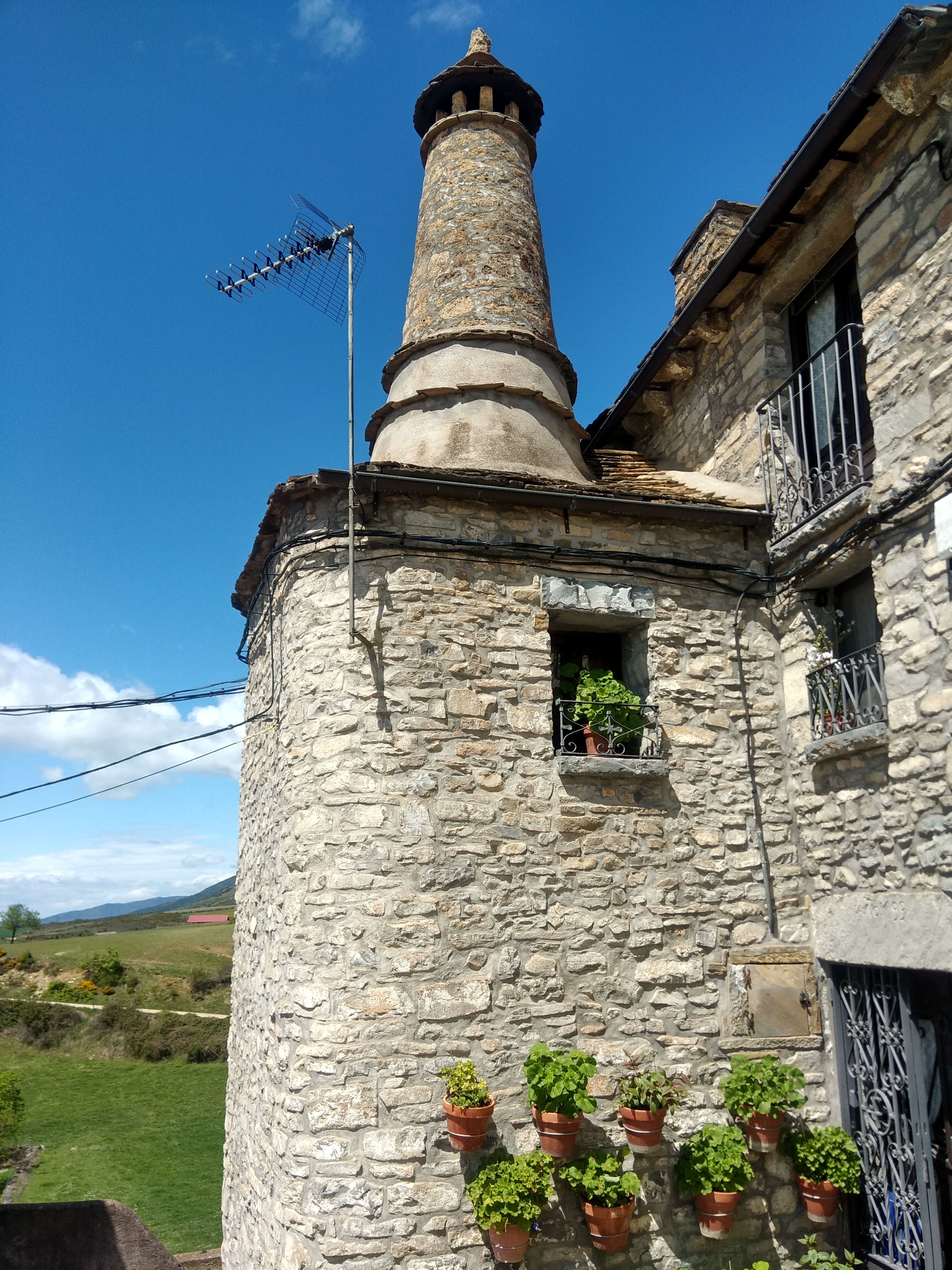
Casa con "fogaril" (cocina) exento